# Lindsay Price
Lindsay Jaylyn Price (Arcadia, 6 dicembre 1976) è un'attrice statunitense.

## Biografia

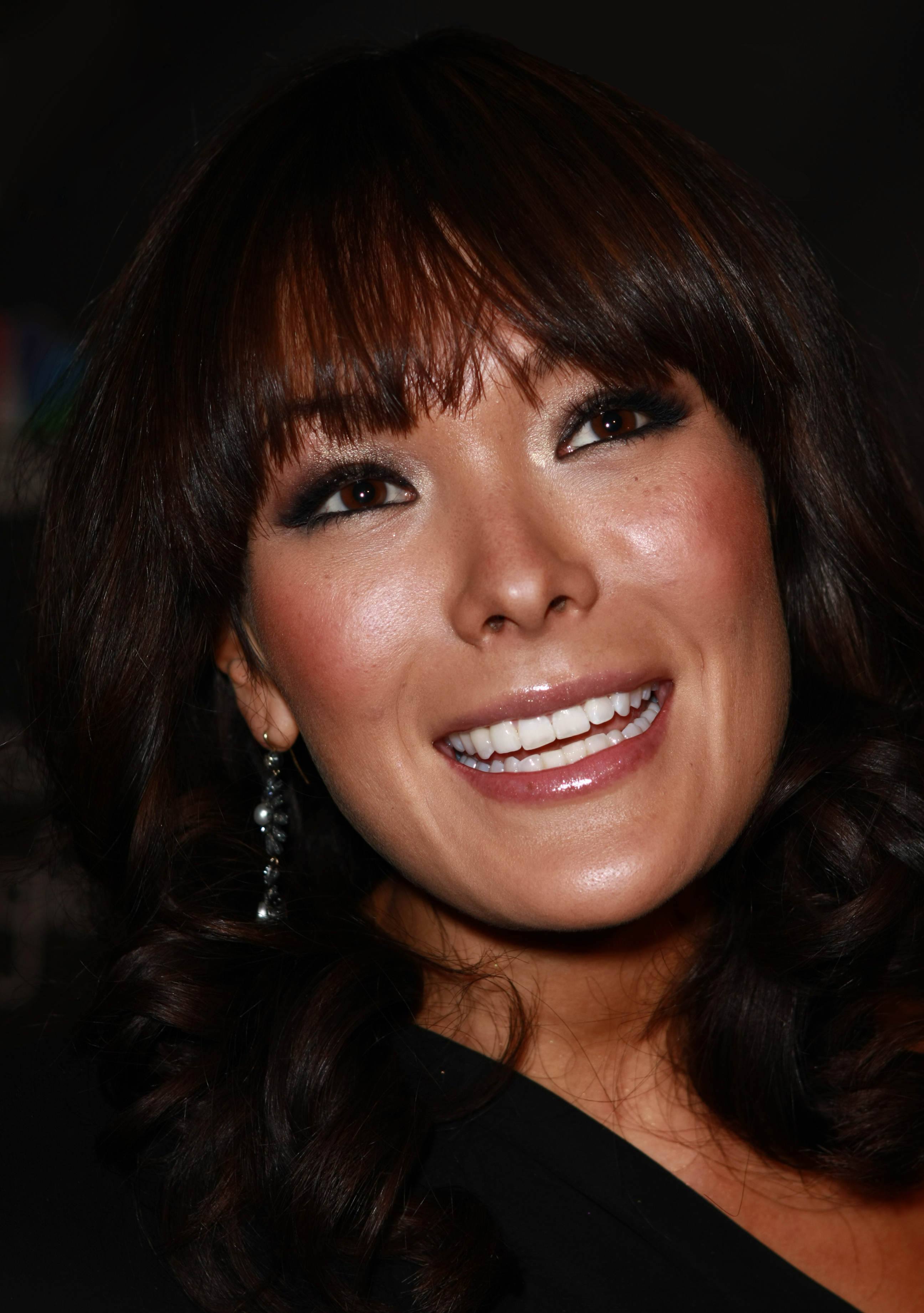
Lindsay Price (2008)

È conosciuta principalmente per avere interpretato il ruolo di Janet Sosna nella serie televisiva Beverly Hills 90210 dal 1997 al 1999, oltre all'aver lavorato in diverse soap opera e serie televisive statunitensi, fra le quali Beautiful, Il tempo della nostra vita, Lipstick Jungle ed Eastwick. È stata sposata dal 2004 al 2007 con Shawn Piller, autore di popolari serie televisive come The Dead Zone; inoltre, nel 2005, ha scritto e prodotto un album musicale intitolato proprio Lindsay Price.

## Filmografia

### Cinema
- Amico venuto dallo spazio, regia di Linda Shayne (1988)
- Angus, regia di Patrick Read Johnson (1995)
- Jesus Rides Shotgun, regia di Burke Roberts (1997)
- Hundred Percent, regia di Eric Koyanagi (1998)
- The Big Split, regia di Martin Hynes (1999)
- No Turning Back, regia di Julia Montejo, Jesus Nebot (2001)
- Vacanze di sangue, regia di Jay Chandrasekhar (2004)
- Waterborne, regia di Ben Rekhi (2005)
- Cosmic Radio, regia di Stephen Savage (2007)
- Lonely Street, regia di Peter Ettinger (2009)

### Cortometraggi
- Taking the Plunge, regia di Lisa Haisha (1999)
- Elevator People Bring You Up When You're Feeling Down, regia di Nicholas Dunlevy (2008)

### Televisione
- Il tempo della nostra vita (Days of Our Lives) - soap opera, episodi sconosciuti (1983)
- Detective per amore (Finder of Lost Loves) - serie TV, episodio 1x02 (1984)
- Airwolf - serie TV, episodio 2x13 (1985)
- Hotel - serie TV, episodio 3x15 (1986)
- Bravo Dick (Newhart) - serie TV, episodio 5x02 (1986)
- I miei due papà (My Two Dads) - serie TV, episodio 1x11 (1987)
- A Place at the Table - episodio pilota scartato (1988)
- Family Medical Center - episodio pilota scartato (1989)
- Blue Jeans (The Wonder Years) - serie TV, episodio 2x10 (1989)
- Plymouth - film TV, regia di Lee David Zlotoff (1991)
- Life Goes On - serie TV, episodio 3x06 (1991)
- Parker Lewis - serie TV, episodio 2x12 (1991)
- La valle dei pini (All My Children) - soap opera, 9 puntate (1992-1993)
- Crescere, che fatica! (Boy Meets World) - serie TV, episodio 1x08 (1993)
- ABC Afterschool Specials - serie TV, episodio 23x01 (1994)
- Beautiful (The Bold and the Beautiful) - soap opera, 52 puntate (1995-1997)
- Maybe This Time - serie TV, episodio 1x17 (1996)
- Head over Heels - serie TV, episodio 1x07 (1997)
- Frasier - serie TV, episodio 5x17 (1998)
- C-16: FBI - serie TV, episodio 1x10 (1998)
- Beverly Hills 90210 - serie TV, 71 episodi (1998-2000)
- Jack & Jill - serie TV, 6 episodi (2001)
- CSI - Scena del crimine (CSI: Crime Scene Investigation) - serie TV, episodio 2x06 (2001)
- The Heart Department - episodio pilota scartato (2001)
- The Dead Zone - serie TV, episodio 1x08 (2002)
- Becker - serie TV - episodi 4x03-4x15-5x17 (2002-2003)
- Coupling - serie TV, 10 episodi (2003)
- The Mountain - serie TV, episodio 1x06 (2004)
- Las Vegas - serie TV, episodio 2x07 (2004)
- NCIS - Unità anticrimine (NCIS) - serie TV, episodi 2x09-3x09 (2004-2005)
- Kitchen Confidential - serie TV, episodio 1x02 (2005)
- Pepper Dennis - serie TV, 13 episodi (2006)
- How I Met Your Mother - serie TV, episodio 3x08 (2007)
- Wildfire - serie TV, episodio 3x12 (2007)
- Quella casa sull'isola maledetta (Secrets of the Summer House) - film TV, regia di Jean-Claude Lord (2008)
- Lipstick Jungle - serie TV, 20 episodi (2008-2009)
- Eastwick - serie TV, 13 episodi (2009)
- Who Gets the Parents - episodio pilota scartato (2010)
- CSI: NY - serie TV, episodio 7x15 (2011)
- Love Bites - serie TV, episodio 1x01 (2011)
- Due uomini e mezzo (Two and a Half Men) - serie TV, episodio 10x07 (2012)
- Hawaii Five-0 - serie TV, episodi 3x13-3x19-4x11 (2013)
- Lifesaver - episodio pilota scartato (2014)
- Major Crimes - serie TV, episodi 3x07-3x19 (2014-2015)
- Black-Ish - serie TV, episodio 1x19 (2015)
- Castle - serie TV, episodio 8x07 (2015)
- Atypical - serie TV, episodi 4x5-4x6 (2021)

## Doppiatrici italiane
Nelle versioni in italiano delle opere in cui ha recitato, Lindsay Price è stata doppiata da:
- Antonella Baldini in Pepper Dennis, Atypical, Castle
- Domitilla D'Amico in NCIS: Unità anticrimine (ep. 3x09), Kitchen Confidential
- Selvaggia Quattrini in Eastwick, Hawaii Five-0 (ep. 3x13, 3x20)
- Laura Lenghi in Beverly Hills, 90210
- Michela Alborghetti in Vacanze di sangue
- Chiara Colizzi in Beautiful (prima voce)
- Stella Musy in Beautiful (seconda voce)
- Irene Di Valmo in NCIS: Unità anticrimine (ep. 2x09)
- Jolanda Granato in How I Met Your Mother
- Tiziana Avarista in Frasier
- Jenny De Cesarei in Becker
- Claudia Catani in Lipstick Jungle
- Barbara De Bortoli in CSI: NY
- Valentina Mari in Due uomini e mezzo
- Monica Migliori in Hawaii Five-0 (ep. 4x11)
- Federica De Bortoli in Major Crimes